# La Bonne Absinthe
Pour plus de détails, voir Fiche technique et Distribution.
La Bonne absinthe est un film français réalisé par Alice Guy en 1899.

## Synopsis
Un client arrive à la terrasse d'un café et passe sa commande. Absorbé par la lecture d'un journal, il ne prête pas attention à la disposition des bouteilles déposées par le garçon et verse l'eau dans son chapeau au lieu de diluer l'absinthe, à la grande joie de l'un des clients attablés à proximité. Lorsqu'il porte le breuvage à ses lèvres, il le recrache aussitôt, et prend à partie le serveur ; celui-ci se débarrasse du mauvais coucheur en l'arrosant abondamment au moyen d'un flacon d'eau de Seltz. Tout finit par l'hilarité des clients et la poursuite de l'arrosé par des enfants facétieux.

## Fiche technique
- Titre : La bonne absinthe (Wonderful Absinthe en anglais, O Bom Absinto en portugais, Den härliga absinten en suédois)
- Réalisation : Alice Guy
- Société de production : Société L. Gaumont et compagnie
- Pays d'origine :  France
- Genre : Burlesque
- Durée : 55 secondes
- Date de sortie : 1899
- Licence : Domaine public

## Distribution
- Le buveur d'absinthe :
- Le serveur :
- Le client :
- La cliente : Alice Guy[1]
- Les enfants :

## Autour du film
Le film est tourné en extérieur. La terrasse du café est suggérée par deux guéridons disposés devant un mur orné de panneaux de réclame : faut-il y voir les prémices du parrainage ?
L'historienne Alison McMahan voit dans ce film une utilisation novatrice du hors-champ puisque l'action continue malgré la disparition à l'écran des deux principaux protagonistes, le buveur d'absinthe et le serveur.
Une copie de La bonne absinthe est retrouvée vers 1996 au Svenska Filminstitutet.